# Alexei Antónov
Alexei Innokéntievitch Antónov (em russo:  Алексе́й Инноке́нтьевич Анто́нов; Grodno, 9 de setembro de 1896 - Moscou, 16 de junho de 1962) foi um general do Exército Vermelho, condecorado com a Ordem da Vitória por seus esforços na Segunda Guerra Mundial.

## Carreira
Antónov nasceu em Grodno, em uma família de etnia kriashen. Seu pai era oficial de artilharia do Exército Imperial Russo, e desde cedo Antónov segui a mesma carreira. Ele se formou na Academia Militar de Frunze em 1921, e se juntou ao Exército Vermelho durante a Guerra Civil Russa. Ele se tornou instrutor na Academia Militar de Frunze em 1938.
Em 1941, Antónov tornou-se chefe do Estado-Maior da Frente Sudoeste e Frente Sul. Em dezembro de 1942 ele se tornou vice-chefe do Estado-Maior Geral das forças armadas soviéticas, e chefe da Diretoria de Operações, um papel fundamental dentro da Stavka. Nesse posto, muitas vezes Antónov atuou como o líder efetivo do Estado-Maior soviético, pois o Chefe do Estado-Maior, Aleksander Vasilevski, ausentava-se com frequência por causa de suas frequentes missões na linha de frente como representante de Stavka. Como resultado, a Stavka aliviou Antónov de sua posição na Diretoria Operacional, para que Antónov pudesse se concentrar totalmente na liderança do Estado-Maior. Em fevereiro de 1945, Vasilevski foi nomeado comandante da Terceira Frente Bielorrussa, e Antónov finalmente se tornou o líder formal do Estado-Maior Geral Soviético. Apesar de seu papel fundamental na vitória final do Exército Vermelho, ele nunca foi nomeado Marechal da União Soviética.
Richard Overy escreveu sobre ele: 
 Vasilevski passou a confiar em um subordinado acima de todos os outros: o chefe de operações, general Alexei Antónov [...]  Em 11 de dezembro de 1942, Antónov, de 46 anos, assumiu o papel mais diretamente exposto à linha inquisitiva de Stalin.  Antónov aceitou o desafio.  Em vez de correr para informar a Stalin quando chegou a Moscou, ele passou a primeira semana se familiarizando com o Estado-Maior e o estado da frente. Somente quando ele estava totalmente preparado, ele foi ver o comandante. Os dois homens desenvolveram uma das relações de trabalho mais eficazes da guerra. Antónov demonstrou uma inteligência calma, aliada a uma enorme energia e uma indústria excepcional. Segundo seu vice, o general Sergei Shtemenko, Antónov nunca perdeu a calma ou permitiu que as circunstâncias o controlassem. [...] o regime rigoroso que ele impôs à sua equipe ganhou o seu respeito. Acima de tudo, ele era um perito em manipular Stalin. Ele não enfeitava seus relatórios e enfrentava Stalin com o que seu vice definiu como uma "louca franqueza". Tão habilidoso era ele em relatar a situação de forma concisa e precisa, que até Júkov se curvou à sua capacidade e permitiu que Antónov os apresentasse em seu lugar. A confiança que Stalin colocou em Antónov refletiu-se em sua capacidade de sobrevivência. Ele manteve seu cargo até fevereiro de 1945, quando foi nomeado chefe de gabinete no lugar de Vasilevski.
Em 1944, Antónov foi o porta-voz principal soviético e esteve presente nas conferências de Moscou, Ialta e Potsdam. Na Conferência de Ialta, ele informou os Aliados Ocidentais sobre a coordenação de ações militares, enfatizando como os Aliados poderiam ajudar os soviéticos ao bombardear as linhas de comunicação.
Depois da guerra, Antónov tornou-se vice-comandante-em-chefe e depois comandante-em-chefe do Distrito Militar da Transcaucásia. Em 1955, ele tornou-se chefe de gabinete das Forças Combinadas do Pacto de Varsóvia. Ele ocupou este posto até sua morte, em 1962.

## Família
Em 1956, Antónov casou com a bailarina Olga Lepeshinskaia. Esse foi o segundo casamento dela.